# Gademarked
Et gademarked er som regel et marked, der forløber i en afgrænset periode, for eksempel et julemarked, og hvor de handlende har rejst boder og salgsstande på et torv eller i et gadeforløb. Til forskel fra et loppemarked og et kræmmermarked er de handlende gerne etablerede virksomheder, måske endda med afsæt i det lokale forretningsliv.
| Erhverv og erhvervsliv | Spire Denne artikel om erhverv, erhvervsliv og arbejdsmarked er en spire som bør udbygges. Du er velkommen til at hjælpe Wikipedia ved at udvide den. |